# Arctocephalus tropicalis
Arctocephalus tropicalis — вид тварин родини Отарієвих. Вид широко розповсюджений в південній півкулі на субантарктичних островах на північ від Антарктичного полярного кола.

## Опис
Статевий диморфізм значний, дорослі самці до 1,8 м в довжину і вагою 70—165 кг, дорослі самиці 1,19—1,52 м в довжину і важать 25—67 кг, в середньому близько 50 кг. Новонароджені важать 4—4,4 кг. Самиці досягають статевої зрілості у віці до 5 років. Вагітність триває 51 тижнів, тривалість життя невідома. Вони полюбляють грубі пляжі зі скелями або валунами як джерелами захисту від впливів панівних вітрів. Щенята народжуються з кінця жовтня до початку січня, з піком у середині грудня. Відлучення цуценят від годування молоком настає приблизно в 11 місяців. Подорожі для годування матерів збільшуються протягом лактації від 6—10 днів до 23—28 днів. Занурення стають глибшими і трохи більшими протягом літа, починаючи з середньої глибини 16,6 м із збільшенням до 19 м. Занурення рідко бувають глибше 100 м і довше ніж за 4 хвилини. A. tropicalis опортуністичні в їжі. Їжею є риба, головоногі молюски, а також невелика кількість ракоподібних на Амстердамі — пінгвіни.